# Minigèn
Un minigèn és un gen quimera entre un gen eukariota i el seu cDNA creat per poder augmentar l'èxit de les tranfeccions.
Un problema que presenta la transgènesi o la teràpia gènica és que amb freqüència, les seqüències que es volen fer entrar en el nucli cel·lular és massa gran com per fer servir alguns vectors que amb certes quantitats es desestabilitzen.
En alguns casos, una solució simple consisteix a fer servir el cDNA del gen (ARN retrotranscrit) de manera que en faltar-li els introns i haver-hi només exons s'haurà reduït la mida del constructe i entrarà en el vector.
El problema és que moltes vegades, els cDNA són del tot inestables en el metabolisme eukariota degut a la falta d'introns. Els minigens són construccions en les quals no s'ha eliminat la totalitat els introns sinó que s'hi han deixat un parell que li doni l'estabilitat necessària per ser viable tot i la gran reducció de mida que això pugui suposar.